# Azna
Die Azna sind ein Segment der Hausa-Gesellschaft Nordnigerias und Nigers, das andere sind die „Hausa“ im eigentlichen Sinn. Die Bezeichnung Maguzawa betrifft das gleiche Gesellschaftssegment, nur drückt sie die größere Akzeptanz der Muslime in Bezug auf anerkannte „Schutzbefohlene“ (ahl al-dhimma) aus.
Man betrachtet die Azna häufig als „Heiden“, doch diese Einschätzung greift zu kurz, da die Azna auch nach ihrer Konversion zum Islam ihre soziale Kategorie nicht ablegen. Es handelt sich vielmehr um ein Klan-bedingtes Abstammungsverhältnis, das auf die fundamentale Zweiteilung der Hausa-Gesellschaft in „eigentliche Hausa“ und in „Azna“ zurückgeht. Die Bayajidda-Legende drückt diese Zweiteilung durch die Abstammung der „Hausa“ von Magajiya und der „Azna“ von Bagwariya, der Sklavin Magajiyas und Konkubine des Gründungshelden Bayajidda, aus. Im Sinne der Bayajidda-Legende sind die Azna somit identisch mit den „Banza“, d. h. den sieben Staaten, die nicht zu den sieben Hausastaaten gehören. Diese erst vor kurzem entschlüsselten Zusammenhänge führen letztlich auf die vorislamische Klanstruktur und Götterwelt der Hausa zurück.